# RAM WIRE
RAM WIRE（ラムワイヤー）は、日本のヒップホップユニット。所属芸能事務所はホリプロ、所属レコードレーベルはソニー・ミュージックアソシエイテッドレコーズ。
2001年に千葉県で結成され、2010年にメジャー・デビューを果たした。ユニット名は「羊たちの絆」を意味する造語であり、「自分たちは迷える子羊であり、自分たちと同じように迷っている人々との絆を築いていきたい」という思いを込めて命名された。

## メンバー
ユーズ
女性ボーカル。
MONCH（モンチ）
男性ボーカル。
RYLL（リル）
トラックメイカー兼DJ。

## 来歴
2001年、ユーズとMONCHの2人によって結成され、千葉県のクラブを拠点に活動を開始する。RYLLは当初サポートDJを務めていたが、2005年にメンバーに加わり、以降3人編成となる。その後、RYLLが制作した楽曲がSpontania feat. JUJUのシングル「君のすべてに」としてリリースされたことがきっかけとなり、2010年10月27日にミニアルバム『Beautiful World』でメジャー・デビューを果たす。
2011年9月21日、シングル「歩み」をリリースする。収録曲のうち、タイトル曲「歩み」は映画『僕たちは世界を変えることができない。But, we wanna build a school in Cambodia.』の主題歌に起用されたことで話題となり、2011 USEN J-POP 年間リクエストランキングで4位を記録するヒット曲となる。また同年9月25日、初のワンマンライブを千葉市で開催する。
2012年6月27日、ミニアルバム『名もない毎日』をリリースする。収録曲のうち、タイトル曲「名もない毎日」のミュージック・ビデオを鉄拳が手掛けたことで注目を集める。
2016年4月2日、全国ツアー「RAM WIRE BEST TOUR〜羊が柵をこえる夜〜」の最終公演で、活動休止を発表。休止後はソロでそれぞれ音楽活動を継続。

## 音楽性
RAM WIREは、楽曲を制作する上で「何気なく過ごす日常の尊さ」や「つい見失いがちなこと」を大切にしている。作詞はユーズとMONCHが担当しており、ユーズは情緒的、MONCHは等身大のリリックが特徴である。
Musicnetの大野貴史は、「歩み」の歌詞について「聴き手の心を軽くする」と評しており、実際に女子サッカー選手の丸山桂里奈や俳優の松坂桃李が「歩み」に励まされたと発言している。

## ディスコグラフィー

### シングル
| 枚  | 発売日         | タイトル                   | 規格品番                                                                      | オリコン 週間最高位 |
| --- | -------------- | -------------------------- | ----------------------------------------------------------------------------- | ------------------- |
| 1st | 2011年9月21日  | 歩み                       | AICL-2301/2（初回生産限定盤） AICL-2303（通常盤）                             | 35位                |
| 2nd | 2012年12月12日 | 大丈夫、僕ら               | AICL-2466/7（初回生産限定盤） AICL-2468（通常盤） AICL-2469（期間生産限定盤） | 156位               |
| 3rd | 2013年2月13日  | 何度も                     | AICL-2496                                                                     | 193位               |
| 4th | 2013年8月21日  | あいだじゅう               | AICL-2563/4（初回生産限定盤） AICL-2565（通常盤）                             | 128位               |
| 5th | 2015年5月27日  | 僕らの手には何もないけど、 | AICL-2870（通常盤） AICL-2871（初回生産限定盤）                               | 171位               |

### ミニアルバム
| 枚  | 発売日         | タイトル        | 規格品番                                          | オリコン 週間最高位 |
| --- | -------------- | --------------- | ------------------------------------------------- | ------------------- |
| 1st | 2010年10月27日 | Beautiful World | AICL-2206                                         | 圏外                |
| 2nd | 2012年6月27日  | 名もない毎日    | AICL-2402/3（初回生産限定盤） AICL-2404（通常盤） | 79位                |

### アルバム
| 枚  | 発売日        | タイトル | 規格品番                                                                          | オリコン 週間最高位 |
| --- | ------------- | -------- | --------------------------------------------------------------------------------- | ------------------- |
| 1st | 2013年5月1日  | ほどく   | AICL-2470/1（初回生産限定盤） AICL-2472（通常盤）                                 | 36位                |
| 2nd | 2015年7月29日 | むすぶ   | AICL-2925/6（初回生産限定盤A） AICL-2927/8（初回生産限定盤B） AICL-2929（通常盤） | 73位                |

### コンセプトアルバム
| 枚  | 発売日        | タイトル   | 規格品番                                                                          | オリコン 週間最高位 |
| --- | ------------- | ---------- | --------------------------------------------------------------------------------- | ------------------- |
| 1st | 2014年2月12日 | 夢のあかし | AICL-2626/7（初回生産限定盤A） AICL-2628/9（初回生産限定盤B） AICL-2630（通常盤） | 43位                |

## 参加作品
- JUJU「ほんとうは feat.MONCH(RamWire)」
  - MONCHが客演参加[1]

## 楽曲提供
- 伊藤由奈 feat. Spontania
  - 「今でも 会いたいよ…」（RYLL提供）[1]
- JUJU
  - 「PRESENT」（ユーズ、RYLL提供）[1]
  - 「What's Love?」（RYLL提供）[1]
- JUJU feat. Spontania
  - 「素直になれたら」（RYLL提供）[1]
- JUJU with JAY'ED
  - 「明日がくるなら」（RYLL提供）[1]
- Spontania feat. 伊藤由奈
  - 「今でもずっと」（RYLL提供）[1]
- Spontania feat. JUJU
  - 「君のすべてに」（RYLL提供）[1]
- 田口淳之介
  - 「夏の場所」（RYLL提供）[1]
- NAO
  - 「One Way」（RYLL提供）[1]
- NYCCA
  - 「Forever Lover feat. CHiE (Foxxi misQ）」（RYLL提供）[1]
- Love
  - 「わたしあうもの」（ユーズ、RYLL提供）[1]

## タイアップ
| 楽曲                        | タイアップ                                                                                    |
| --------------------------- | --------------------------------------------------------------------------------------------- |
| Beautiful World             | ウェディングドレス「Aya na ture」CMソング                                                     |
| 秘密                        | 映画『恋愛戯曲 ～私と恋におちてください。～』主題歌                                           |
| 歩み                        | 映画『僕たちは世界を変えることができない。But, we wanna build a school in Cambodia.』主題歌   |
| 歩み                        | TVQ九州放送『芸能潮流 エンタメ侍』2011年9月度エンディング・テーマ                             |
| 歩み                        | 奈良テレビ放送『高校野球奈良県大会中継』2013年度エンディング・テーマ                          |
| 名もない毎日                | ほっかほっか亭CMソング、セイコーマートCMソング                                                |
| 大丈夫、僕ら                | テレビ東京系アニメ『NARUTO -ナルト- SD ロック・リーの青春フルパワー忍伝』エンディング・テーマ |
| 何度も                      | 映画『江ノ島プリズム』主題歌、ベツダイCMソング                                                |
| 夢のあかし                  | テレビ東京系テレビドラマ『大東京トイボックス』エンディング・テーマ                            |
| 夢のあかし                  | 札幌テレビ放送「どさんこスピリッツtoソチ」ソチオリンピック応援テーマソング                    |
| むつのはな                  | 映画『アルカナ』主題歌                                                                        |
| あいだじゅう                | セイコーマートCMソング、ロハスグループCMソング                                                |
| 結いの虹                    | 北海道内連携イメージソング                                                                    |
| 僕らの手には 何もないけど、 | 映画『鏡の中の笑顔たち』主題歌                                                                |
| Starry Night                | ハウステンボス「世界フラワーガーデンショー２０１５」CMソング                                  |